# Titu
Titu es una ciudad de Rumania en el distrito de Dâmbovița.

## Geografía
Se encuentra en la parte sur de Rumania y a su vez en la parte sur del dristito de Dâmbovița (distrito) a una altitud de 159 m s. n. m. y a 52 km de la capital, Bucarest. Se encuentra en una posición central de la Llanura Rumana.
Distancias
Bucarest - 52 km
Pitesti - 73 km
Targoviste - 40 km
Transportes
La estación de tren de Titu es un importante nudo ferroviario y constituye una intersección entre la línea Bucarest - Pitesti con la que lleva a Targoviste y Pietrosita.
Titu es atravesado por la carretera DN7 que une Bucarest con Pitesti. En Titu se ramifica dormando la DJ701 que une la ciudad con la autovía Bucarest-Pitesti por un lado y hacia el norte la une con Branistea y Targoviste.

## Demografía
Según estimación 2012 contaba con una población de 10 293 habitantes.
| 1948 | 1956 | 1966 | 1977  | 1992   | 2002   | 2012   |
| s/d  | s/d  | s/d  | 8 612 | 11 093 | 10 183 | 10 293 |